# Светски метеоролошки дан
Светски метеоролошки дан обележава се у знак сећања на 23. марта 1950. године, када је службено основана Светска метеоролошка организација (WМО) - међувладина организација и специјализована агенција Организације уједињених нација која окупља 185 чланица.

## Историја
Светска метеоролошка организација (193 земаље чланице), као и метеоролошка стручна и научна јавност широм света, обележава 23. март, Светски метеоролошки дан, установљен поводом чињенице да је пре 70 година, 23. марта 1950. године, ступила на снагу Конвенција о оснивању Светске метеоролошке организације, специјализоване агенције Уједињених нација, која се бави истраживањем, праћењем и прогнозирањем процеса и промена стања атмосфере, климе и вода. Светски дан вода, одлуком Генералне скупштине УН, почео је да се обележава 22. марта 1993. године. Често се ова два дана славе обједињено. Обједињавање двају тема произилази из чињенице да су клима и воде неодвојиво повезани и да представљају срж глобалних циљева који се односе на одрживи развој, адаптацију на климатске услове и смањење ризика од елементарних непогода.

### О води и клими
Вода је најдрагоценији ресурс 21. века, а више од 2 милијарде људи нема сигуран приступ чистој води. Смањење ризика од временских катастрофа и управљање водним ресурсима незамисливо је без података о клими и водама. Кључну улогу у томе имају националне метеоролошке и хидролошке службе. Сагласно томе, Републички хидрометеоролошки завод константно унапређује свој хидрометеоролошки систем за ране најаве и упозорења. Унапређење овог комплексног система обухвата: метеоролошки и хидролошки осматрачки систем, хидрометеоролошки телекомуникациони систем, систем за анализу, прогнозу, рану најаву и упозорења о појави непогода и катастрофа, систем мониторинга климе, најаве и упозорења на екстремне климатске варијације, систем мониторинга и ране најаве суше као и систем за анализу и мапирање ризика од метеоролошких и климатских елементарних непогода и израду Процене угрожености Републике Србије од екстремних временских појава. Обезбеђивањем метеоролошких и хидролошких осматрања и научних анализа, истраживањем и пружањем оперативних климатских услуга, РХМЗ помаже друштву у јачању отпорности и ефикаснијој адаптацији на климатска колебања и промене климе.Климатске промене ремете природни образац годишњих доба, повећавајући учесталост и интензитет појединих екстремних временских догађаја попут топлотних таласа, суше и обилних падавина. Ове промене пружају слику топлије, сушније и влажније будућности.